# Taxeotis areniferata
Taxeotis areniferata är en fjärilsart som beskrevs av Walker 1861. Taxeotis areniferata ingår i släktet Taxeotis och familjen mätare. Inga underarter finns listade i Catalogue of Life.